# Elkton (Maryland)
Elkton és una població dels Estats Units a l'estat de Maryland. Segons el cens del 2000 tenia 11.893 habitants.

## Demografia
Segons el cens del 2000, Elkton tenia 11.893 habitants, 4.446 habitatges, i 2.898 famílies. La densitat de població era de 571,8 habitants/km².
Dels 4.446 habitatges en un 37,2% hi vivien nens de menys de 18 anys, en un 41,7% hi vivien parelles casades, en un 18,3% dones solteres, i en un 34,8% no eren unitats familiars. En el 27,4% dels habitatges hi vivien persones soles el 8,3% de les quals corresponia a persones de 65 anys o més que vivien soles. El nombre mitjà de persones vivint en cada habitatge era de 2,55 i el nombre mitjà de persones que vivien en cada família era de 3,13.
Per edats la població es repartia de la següent manera: un 29,4% tenia menys de 18 anys, un 9,8% entre 18 i 24, un 33,5% entre 25 i 44, un 17% de 45 a 60 i un 10,3% 65 anys o més.
L'edat mediana era de 31 anys. Per cada 100 dones de 18 o més anys hi havia 87 homes.
La renda mediana per habitatge era de 38.171 $ i la renda mediana per família de 44.348 $. Els homes tenien una renda mediana de 36.495 $ mentre que les dones 25.543 $. La renda per capita de la població era de 17.789 $. Entorn del 9,4% de les famílies i l'11,8% de la població estaven per davall del llindar de pobresa.

## Poblacions més properes
El següent diagrama mostra les poblacions més properes.